# Jerzy Jodkowski
Jerzy Jodkowski (ur. 23 kwietnia 1862 w majątku Kisieliszkach koło Jezno, w powiecie Trockim, zm. 15 listopada 1929 w Wilnie) – artysta malarz, rysownik. 

## Życiorys
Malarstwa uczył się w Wileńskiej Szkole Rysunkowej akademika Iwana Trutniewa. W 1886 roku wyjechał do Petersburga, gdzie wstąpił do Cesarskiej Akademii Sztuk Pięknych, którą ukończył z wyróżnieniem, studiował najpierw pod kierunkiem znanego batalisty Bogdana Willewalde, lecz ostatecznie poświęcił się malarstwu pejzażowemu. W 1890 r. wrócił na Litwę, mieszkał w Wilnie i Kurszanach, gdzie posiadał własną pracownię. Był jednym ze członków założycieli Wileńskiego Towarzystwa Artystycznego, brał udział w wystawach tegoż towarzystwa. W roku 1902 -1903 uczestniczył w wystawach organizowanych przez Wileńskie Koło Artystyczne. Uprawiał malarstwo pejzażowe, portretowe, rodzajowe. Oprócz malarstwa olejnego posługiwał się tuszem, akwarelą i pastelami. W 1905 r. w poszukiwaniu pracy udał się na Kaukaz, pracował w urzędzie kolejowym w Piatigorsku, Tiflise, Kutaisi. Zwiedził Włochy i Paryż. W 1919 r. powrócił do Wilna gdzie mieszkał do końca życia. Zmarł dn. 15 listopada 1929 roku i został pochowany na cmentarzu Bernardyńskim.